# کریستف لاپورت
کریستف لاپورت (فرانسوی: Christophe Laporte‎؛ زادهٔ ۱۱ دسامبر ۱۹۹۲) دوچرخه‌سوار اهل فرانسه است.
از باشگاه‌هایی که در آن رکاب زده‌است می‌توان به دلکو–مارسی پوونس کی‌تی‌ام و تیم دوچرخه‌سواری کوفیدیس اشاره کرد.